# Павлодольское сельское поселение
Павлодо́льское се́льское поселе́ние — муниципальное образование в Моздокском районе Республики Северная Осетия — Алания Российской Федерации.
Административный центр — станица Павлодольская.

## География
Муниципальное образование расположено в центральной части Моздокского района. В состав сельского поселения входят два населённых пункта. Площадь сельского поселения составляет — 120,35 км2.
Граничит с землями муниципальных образований: Ново-Осетинское сельское поселение на западе, Садовое сельское поселение на северо-востоке, Луковское сельское поселение на востоке, Раздольненское сельское поселение и Виноградненское сльское поселение на юге.
Сельское поселение расположено на Кабардинской равнине в степной зоне республики. Рельеф местности преимущественно волнистый равнинный, со слабыми колебаниями высот. Вдоль долины реки Терек тянутся бугристые возвышенности. Средние высоты на территории муниципального образования составляют 150 метров над уровнем моря. Долина реки Терек заняты густыми приречными лесами, затрудняющие подход к реке.
Гидрографическая сеть представлена в основном рекой Терек. Между населёнными пунктами Павлодольская и Советский, из Терека выходит артерия Терско-Кумского водоканала, которая идёт до реки Кума у села Левокумское в Ставропольском крае.
Климат влажный умеренный. Среднегодовая температура воздуха составляет +10,7°С. Температура воздуха в среднем колеблется от +23,5°С в июле, до -2,5°С в январе. Среднегодовое количество осадков составляет около 560 мм. Основное количество осадков выпадает в период с мая по июль. В конце лета часты суховеи, дующие территории Прикаспийской низменности.

## История
Статус и границы сельского поселения установлены Законом Республики Северная Осетия-Алания от 5 марта 2005 года № 16-рз «Об установлении границ муниципального образования Моздокский район, наделении его статусом муниципального района, образовании в его составе муниципальных образований - городского и сельских поселений и установлении их границ»

## Население
| 2002  | 2010  | 2011  | 2012  | 2013  | 2014  | 2015  |
| ----- | ----- | ----- | ----- | ----- | ----- | ----- |
| 6091  | ↘5770 | ↗5771 | →5771 | ↗5789 | ↘5753 | ↗5763 |
| 2016  | 2017  | 2018  | 2019  | 2020  | 2021  | 2023  |
| ↗5779 | ↘5713 | ↘5666 | ↘5642 | ↘5637 | ↘5564 | ↘5426 |
| 2024  | 2025  |       |       |       |       |       |
| ↘5348 | ↘5295 |       |       |       |       |       |

Процент от населения района — 6.51 %
Плотность — 44 чел./км2.

### Национальный состав
По данным Всероссийской переписи населения 2010 года:
| Народ    | Численность, чел. | Доля от всего населения, % |
| -------- | ----------------- | -------------------------- |
| русские  | 4 436             | 76,9 %                     |
| цыгане   | 635               | 11,0 %                     |
| осетины  | 218               | 3,8 %                      |
| немцы    | 97                | 1,7 %                      |
| украинцы | 73                | 1,3 %                      |
| корейцы  | 60                | 1,0 %                      |
| другие   | 251               | 4,3 %                      |
| всего    | 5 770             | 100 %                      |

## Состав поселения
| № | Населённый пункт | Тип населённого пункта          | Население | Доля от населения (%) |
| - | ---------------- | ------------------------------- | --------- | --------------------- |
| 1 | Павлодольская    | станица, административный центр | ↘5252     | 94,6 %                |
| 2 | Советский        | посёлок                         | ↘312      | 5,4 %                 |

## Местное самоуправление
Администрация Павлодольского сельского поселения — станица Павлодольская, ул. Моздокская, 72.
Структуру органов местного самоуправления сельского поселения составляют:
- Глава сельского поселения — Прокопенко Андрей Юрьевич.
- Администрация Павлодольского сельского поселения — состоит из 6 человек.
- Совет местного самоуправления Павлодольского сельского поселения — состоит из 13 депутатов.